# Венециела Найденова
Венециела Борисова Найденова е българска и натурализирана швейцарска музиколожка, пианистка, диригентка, композиторка и продуцентка.

## Биография
Родена е на 14 октомври 1961 г. във Варна в семейството на Мария Димитрова Найденова, по баща Ненова (родена на 9 април 1930 г. в Плиска, починала на 8 октомври 2017 г. в Ньошател, Швейцария), стоматоложка, и Борис Йорданов Найденов (роден на 29 март 1928 г. в Провадия), юрист.
Завърша Музикалното училище „Добри Христов“ във Варна със специалност „Пиано“ (1980) и „Музикознание“ в Българската държавна консерватория с 2 специалности – „Оперна драматургия“ (при Мария Костакева) и „Естетика“ (при Андрей Коралов) през 1986 г. Дипломира се в Женевската консерватория (1996). Учи композиция при Александър Танев, Жан Балиса и Ерик Годибер. Защитава докторска дисертация по музикознание в Университета във Фрибург, Швейцария. Изследванията ѝ са насочени към съвременната музика и оперната драматургия. Автор на книга за композитора Едисон Денисов.
Редактор в списание „Българска музика“ от 1987 до закриването му през 1990 г. Членка е на СБЖ.
Живее в Швейцария от 1991 г. Преподава пиано в консерваторията на кантон Ньошател. Членка е на швейцарската асоциация за музика „СонАрт“ и на швейцарската организация за авторски права в музиката „Сюиса“.
Създателка и артистична директорка е на серията концерти Saison Musique au choeur.
През 2010 г. учредява българската фондация за култура „Плискарт“ (на която е председател), а през 2018 г. – издателство „Лира“ в кантон Ньошател.